# 神野温泉
神野温泉（かんのおんせん）は、京都府京丹後市久美浜町湊宮（旧国丹後国）久美浜湾の神野にある温泉。1996年（平成8年）5月2日、に環境省から国民保養温泉地（久美の浜温泉郷として）に指定される。

## 泉質
- 硫酸塩泉(低張性アルカリ性温泉)[2]
  - 加水加温、循環ろ過式、塩素系薬剤による殺菌

## 温泉街
- 2件の旅館がある。

## アクセス
- 鉄道 : 京都丹後鉄道小天橋駅[注釈 2]より北西に3キロメートル